# Lepidochelys kempii

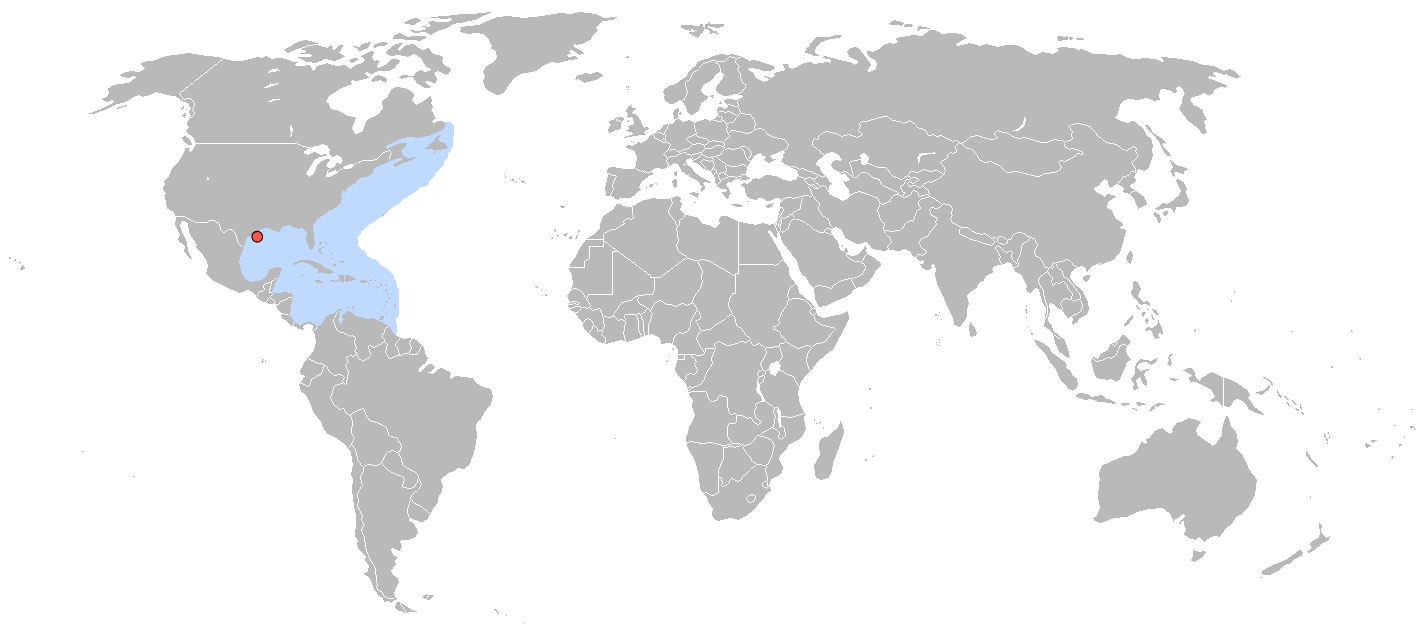
Areale di Lepidochelys kempii.

La tartaruga di Kemp (Lepidochelys kempii Garman, 1880), gravemente minacciata, è la più rara tartaruga marina. È una delle due specie viventi del genere Lepidochelys (l'altra è L. olivacea, la tartaruga olivacea).
Questa specie deve il suo nome a Richard Kemp (uno studioso di Key West), che ne inviò per la prima volta un esemplare a Samuel Garman ad Harvard. L'etimologia del termine ridley, invece, impiegato in lingua inglese per indicare le due specie del genere Lepidochelys, è sconosciuta. Prima che tale termine divenisse di uso comune, L. kempii era nota semplicemente come turtle («tartaruga»).
Almeno una fonte indica che in passato questa specie era nota anche come heartbreak turtle, «tartaruga crepacuore». Nel suo libro The Great Ridley Rescue, Pamela Philips sostiene che questo nome fu coniato dai pescatori, i quali, accorgendosi che le tartarughe morivano dopo essere state ribaltate sul dorso, pensavano erroneamente che le tartarughe «morissero di crepacuore».

## Descrizione
La tartaruga di Kemp è la più piccola tartaruga marina vivente: infatti misura al massimo 61–91 cm di lunghezza e pesa in media 45 kg. Come le altre tartarughe marine, presenta un corpo appiattito in senso dorso-ventrale, zampe anteriori adattatesi a mo' di pinne natatorie e un becco corneo.

## Distribuzione e habitat
Generalmente le tartarughe di Kemp prediligono le acque calde, ma talvolta si spingono a nord fino al New Jersey. Migrano attraverso il Golfo del Messico e le acque della Florida e spesso si incontrano nelle acque al largo della Louisiana. Il loro areale comprende l'Oceano Atlantico e il Golfo del Messico. Quasi tutte le femmine ritornano ogni anno su una singola spiaggia - Rancho Nuevo, nello stato messicano del Tamaulipas - per deporre le uova. Nelle loro peregrinazioni, alcuni esemplari raggiungono perfino le coste dell'Irlanda.

## Avvistamenti nel Mediterraneo
Sebbene la presenza della tartaruga di Kemp nel Mediterraneo sia estremamente rara, sono stati documentati alcuni avvistamenti eccezionali, tra cui il ritrovamento di un esemplare a Praiano, in Costiera Amalfitana, nel giugno 2025.

## Biologia

### Alimentazione
La tartaruga di Kemp si nutre di molluschi, crostacei, meduse, alghe e ricci di mare.

### Riproduzione
Durante i primi anni di vita le giovani tartarughe tendono a vivere tra i ciuffi di sargasso galleggiante. In seguito, in attesa di raggiungere l'età adulta, si spostano in lungo e in largo attraverso le acque dell'Atlantico nord-occidentale e del Golfo del Messico.
Con la maturità queste tartarughe cambiano colore. I piccoli, infatti, sono quasi completamente di colore grigio scuro o nero, ma gli adulti hanno il piastrone giallo-verde o bianco e il carapace grigio-verde. Alcuni studiosi ritengono che raggiungano la maturità sessuale all'età di 7-15 anni, mentre altri sostengono che l'età adulta non venga raggiunta prima dei 35 anni.
In questa specie la stagione della nidificazione va da aprile ad agosto. Quasi tutte le femmine nidificano nello stato messicano del Tamaulipas, ma alcune depongono le loro uova anche su Padre Island, in Texas (USA). L'accoppiamento avviene in mare aperto. L'arrivo sulla spiaggia dei gruppi di femmine gravide è noto comunemente come arribada o nidificazione di massa. Esse prediligono le regioni con dune o, secondariamente, con paludi. Nel 1947 venne stimato che giungevano sulla spiaggia ben 89.000 femmine, scese a solo 7702 nel 1985.
Nel corso della stessa stagione le femmine depongono tre covate, a intervalli di 10-28 giorni. L'incubazione dura da 45 a 70 giorni. Ogni covata, in media, è composta da 110 uova. Il sesso dei piccoli è deciso dalla temperatura della zona durante l'incubazione. Se essa è inferiore ai 29,5 °C, i piccoli saranno quasi tutti maschi.

## Conservazione
La popolazione è gravemente minacciata a causa dell'intensa raccolta delle uova, soprattutto da parte della popolazione indigena. Ci si è resi conto del drammatico declino quando, nel 1978, si constatò che erano solo 500 le femmine nidificanti in un anno intero sulla spiaggia di Rancho Nuevo, rispetto alle 42.000 di un solo giorno documentate da un filmato del 1947. I provvedimenti presi per proteggere la spiaggia e i nidi non sono però bastati a risollevare le sorti demografiche di questa popolazione. L'interazione con la pesca, specialmente quella ai gamberi, l'industria dell'estrazione petrolifera (con piattaforme installate nel Golfo del Messico), lo sviluppo costiero e l'inquinamento luminoso compromettono gravemente la spiaggia di nidificazione. Come nelle altre specie di tartarughe marine, anche l'ingestione di spazzatura, i cambiamenti climatici e gli accumuli di metalli pesanti danneggiano tutti gli stadi vitali.
Nel settembre del 2007, a Corpus Christi (Texas), gli operatori naturalistici registrarono un record di 128 tartarughe di Kemp nidificanti sulle spiagge del Texas, tra cui 81 su North Padre Island (Parco Marino di Padre Island) e 4 su Mustang Island. Nello stesso anno i conservazionisti rilasciarono lungo la costa texana 10.594 piccoli di tartaruga di Kemp. Malgrado sia protetta, questa tartaruga è molto popolare in Messico, dove è sfruttata per la pelle, impiegata nella fabbricazione di stivali, e a scopo alimentare.

### Gli incidenti petroliferi
Nel 1979, dopo l'incidente della piattaforma petrolifera Ixtoc 1, nel corso del quale furono rilasciati milioni di galloni di greggio nel Golfo del Messico, alcune tartarughe di Kemp vennero trasportate dal Messico verso zone più sicure.
In questi ultimi anni anche il disastro ambientale della piattaforma petrolifera Deepwater Horizon sta minacciando una grande varietà di creature marine, dai delfini ai granchi blu. A partire dal 30 aprile 2010, dieci giorni dopo l'incidente, venne registrata la morte di 156 tartarughe marine, la maggior parte delle quali tartarughe di Kemp. A causa della perdita di petrolio la National Oceanic and Atmospheric Administration vietò la pesca nel Golfo del Messico. Per soccorrere le tartarughe di Kemp presenti a Grand Isle i biologi del Dipartimento della Natura e delle Pesca della Louisiana e gli agenti governativi lavorarono duramente.
Tra tutte le specie in pericolo che frequentano le acque del Golfo, la tartaruga di Kemp è l'unica a nidificare solamente in questa regione.
Nel tentativo di salvare la specie dagli effetti devastanti dell'incidente della Deepwater Horizon, gli scienziati iniziarono a raccogliere le uova dai nidi per incubarle artificialmente. In un nido situato lungo le coste della Florida peninsulare, il 26 giugno 2010 vennero raccolte 67 uova, subito trasportate in un magazzino a temperatura controllata del Kennedy Space Center della NASA; malgrado tutte le cure, solo 56 riuscirono a schiudersi. Gli ufficiali statali e federali progettarono allora di raccogliere migliaia di uova nel tentativo di salvarle.
Il piano era quello di raccogliere circa 70.000 uova dai nidi di tartaruga situati lungo le spiagge di Alabama e Florida prima che si schiudessero, in modo da impedire ai piccoli di dirigersi verso le zone devastate dal greggio. Il 15 luglio 2010, nel sito di incubazione del centro spaziale della NASA erano presenti circa 1100 uova.